# Zavarivanje trenjem
Zavarivanje trenjem je vrsta zavarivanja pritiskom, gdje se dijelovi između dodirnih površina zagrijavaju toplinom trenja nastalom vrtnjom jednog ili obaju dijelova koji se zavaruju, nakon čega slijedi zavarivanje povećanim pritiskom na dijelove, uz istovremenu obustavu vrtnje. Zavari su rotacijski simetrični. Postoji više načina zavarivanja trenjem. Mogu se zavarivati metali i njihove legure, ali i tvrdi polimeri. Moguće je međusobno zavarivanje raznovrsnih metalnih materijala. Zavarivanje trenjem se koristi u automobilskoj industriji za zavarivanje ventila, čepova, svrdala, tlačnih posuda, pogonskih vratila, alata i drugo. Prednost je ovog postupka zavarivanja da je zona utjecaja topline vrlo uska.
Zavarivanje trenjem je noviji postupak, razvijen u Engleskoj, i posebno je pogodan za zavarivanje aluminijskih ekstruzija (isprešavanje). Metoda koristi rotirajući cilindrični alat koji ima trn promjera od 5 do 6 mm i visinu od 5 do 6 mm. Alat se postavlja pod kutom na smjer zavarivanja. Pritiskanjem rotirajućeg alata u sredinu I-pripremljenog šava razvija se toplina zbog trenja. Temperatura od 450 do 500 °C i miješanje uzrokovano trnom, stvara zavar između dvaju dijelova. Stroj za zavarivanje može biti uobičajena glodalica koja umjesto glodala ima alat za zavarivanje. Debljine aluminija koje se mogu zavarivati su od 1,5 do 30 mm. Prednost metode je vrlo visoka kvaliteta zavara, bez pora i jednolike strukture i često potpuno bez pukotina. Pokusi savijanja pokazuju vrlo dobre rezultate. Vlačni testovi pokazuju lom u području zone utjecaja topline. Nije potrebno ukloniti sloj oksida prije zavarivanja. Utjecaj topline je vrlo mali. Postiže se brzina zavarivanja je oko 600 mm/min kod 6 mm debelog materijala.

## Vrste zavarivanja trenjem
Razlikujemo tri vrste zavarivanja trenjem: okretno zavarivanje trenjem, dužinsko zavarivanje trenjem i zavarivanje trenjem s okretnim alatom.

### Okretno zavarivanje trenjem
U ovom postupku, koji se najviše koristi, jedan dio koja se spaja, okreće u odnosu na drugi dio. Ovim postupkom spajaju se mnoge čelične osovine i poluosovine, elementi ovjesa, vilice mjenjača, ventili motora i drugo. Ventil motora je primjer spajanja različitih materijala pošto je glava ventila iz jednog, a drška ventila iz drugog materijala. 

### Dužinsko zavarivanje trenjem
Dobilo je naziv po pravocrtnom kretanju jednog dijela koji se spaja u odnosu na drugi duž njihove površine spajanja. Na primjer, ovaj postupak se u zrakoplovnoj industriji koristi za spajanje lopatica propelera na disk. Postupak je jeftin i koristi se za spajanja diskova kočnica, obruča kotača i drugih dijelova motora. 

### Zavarivanje trenjem s okretnim alatom
Ovim se postupkom također stvara plastificirano područje materijala, ali na drugačiji način. Netrošivi rotirajući alat se pritišće na materijal koji će se zavarivati. Rotacija alata zagrijava i plastificira materijali ili materijale spajanja. S okretanjem alata duž spoja, materijal ispred alata se zakreće oko plastificiranog kruga tako zagrijava površine i stvara zavar. Ovaj postupak je patentiran 1991. i prvo se je primjenjivao za zavarivanje aluminija. Kvaliteta zavara je odlična.  
Nema poroznosti koje može nastati pri zavarivanju taljenjem i mehanička svojstva zavara su iste kvalitete kao i najkvalitetniji tradicionalni zavari. Postupak je ekološki prihvatljiv jer ne dolazi do razvijanja zavarivačkih plinova i prskanja elektrode, nema intenzivnog svjetla iz električnog luka ni reflektirajućeg laserskog svjetla. Također je bitno naglasiti da su deformacije i zaostala naprezanja nastala zbog utjecaja topline vrlo mala. Ovim postupkom mogu se zavarivati aluminijski profili debljine od 2 do 12 mm, brzinom i do 3,6 m/min.